# Tjocknäbbad markblåkråka
Tjocknäbbad markblåkråka (Brachypteracias leptosomus) är en fågel i familjen markblåkråkor inom ordningen praktfåglar som enbart förekommer på Madagaskar.

## Utseende och läte
Tjocknäbbad markblåkråka är en kraftig trädlevande fågel med en kroppslängd på 38 centimeter. Den har stort huvud och en kraftig näbb. Ovansidan är grönbrun, purpurglänsande i nacken, och små vita spetsar på vingtäckarna. I ansiktet syns ett blekt, böjt och kort ögonbrynsstreck.
Den rätt långa stjärten har vitspetsade yttre stjärtpennorna. Undertill är den blekare, med vitfläckigt brun strupe och örontäckare ovanför ett brett vitt bröstband. Nedre delen av bröstet och buken är mörkbrunt bandad.
Lätet utgörs av ett enstavigt ljud som kan bokstaveras bopp, som upprepas en gång i sekunden i långa serier, ofta tidig morgon och kväll.

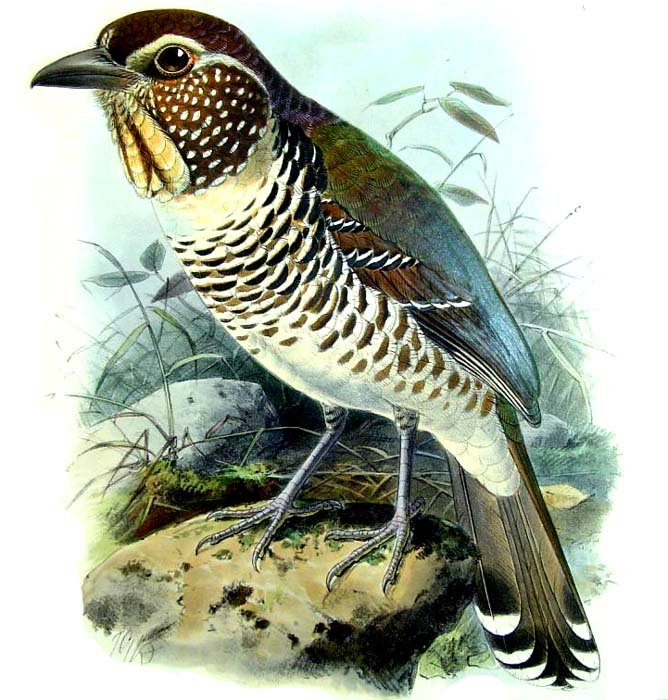

## Utbredning och systematik
Arten förekommer i tät regnskog på centrala och nordöstra Madagaskar,  från skogsområdet Daraina i norr till Andohahela i syd. Den behandlas som monotypisk, det vill säga att den inte delas in i några underarter.

## Levnadssätt
Tjocknäbbad markblåkråka lever ett mycket tillbakadraget liv i orörd regnskog. Den föredrar skog med mörka och fuktiga områden med mossig vegetation och djup förna.
Denna fågel är minst marklevande av markblåkråkorna och tillbringar mycket tid stillasittande två till 15 meter ovan mark på en vågrät gren spanande efter byten. Där kan den sitta orörlig i långa perioder. Den lever till 90% av ryggradslösa djur, men också små ryggradsdjur.
Arten häckar i trädhål eller bland epifytrötter, ofta på 20 meters höjd. Om den misslyckas med häckningen verkar den kunna häcka igen relativt kvickt.

## Status och hot
Fågeln har en liten världspopulation på endast 7.800-19.600 vuxna individer. Den tros dessutom minska i antal till följd av habitatförstörelse, i framtiden prognosticerat ännu kraftigare på grund av klimatförändringar. Internationella naturvårdsunionen IUCN kategoriserar den därför som sårbar.